# Cinfel
Cinfel Comércio e Indústria de Ferragens Londrinense Ltda. ist ein brasilianischer Hersteller von Automobilen.

## Unternehmensgeschichte
Das Unternehmen wurde 1986 in Londrina gegründet. Unter dem Markennamen Cinfel stellt es Karosserien, Fahrgestelle sowie komplette Kraftfahrzeuge her.

## Fahrzeuge
Für Jeep CJ-3 und CJ-5 entstehen Ersatzkarosserien. Ebenso gibt es drei- und fünftürige Kombi-Karosserien für Geländewagen im Stil der Fahrzeuge von Engesa.
Das einzige eigenständige Modell ist ein fünftüriger Gelände-Kombi auf einem langen Fahrgestell. Es ist inspiriert von Engesa 4 und Willys 101.